# Doliops pachyrrhynchoides
Doliops pachyrrhynchoides là một loài bọ cánh cứng trong họ Cerambycidae.